# Gmina Ness (Minnesota)
Ness – gmina w USA, w stanie Minnesota, w hrabstwie St. Louis. Według danych z 2000 roku gmina miała 60 mieszkańców.